# Isola di Kuhn
L'isola di Kuhn (in russo Остров Куна, ostrov Kuna) è un'isola russa nell'Oceano Artico che fa parte della Terra di Zichy nell'arcipelago della Terra di Francesco Giuseppe.

## Geografia
L'isola di Kuhn si trova nella parte orientale del gruppo delle isole di Zichy, 3 km a nord dell'isola di Greely, da cui la separa il canale di Šterneka; a sud-est, a 1,5 km, si trova l'isola di Kane. L'isola è quasi completamente libera dai ghiacci; è lunga 7,5 km e larga 3,5 km e ha un'altezza massima di 228 m.
Il punto più occidentale dell'isola, capo Golovin, è così chiamato in onore di Pavel Golovin, primo pilota sovietico a sorvolare il Polo Nord (il 5 maggio 1937). Il punto più orientale, capo Obryvistyj (che significa "ripido"), è così chiamato a causa del fatto che l'altezza della costa in questo punto è di 90 metri. Nella parte meridionale un braccio di terra forma un lungo promontorio alla fine del quale, a 600 m, si trova l'isolotto di Brosch.

## Storia
L'isola è stata così chiamata in onore del ministro della guerra austriaco Franz Kuhn von Kuhnenfeld (1817–1896).